# 阿纳托利·比福夫
阿纳托利·扎马洛维奇·比福夫（羅馬化：Anatoliy Zhamalovich Bifov；1963年1月7日—）是俄罗斯政治人物，第六届、第七届、第八届国家杜马代表。
1999年至2003年，比福夫担任佐尔斯基区议会代表。2001年，他成为萨尔马科夫斯基葡萄酒和伏特加工厂的总经理。2003年至2008年，他担任第三届卡巴尔达-巴尔卡尔共和国议会代表。2008年6月至2011年6月，他领导巴克桑政府。2009年，他加入俄罗斯联邦共产党。2011年，他成为第六届国家杜马代表。2016年和2021年，他分别连任第七届和第八届国家杜马议员。

## 制裁
比福夫于2022年因俄乌战争而受到英国政府制裁。